# Kim Jin-hwan (cầu thủ bóng đá)
Đây là một tên người Triều Tiên, họ là Kim.
Kim Jin-hwan (tiếng Hàn Quốc: 김진환; sinh ngày 1 tháng 3 năm 1989) là một hậu vệ bóng đá Hàn Quốc, thi đấu cho Sangju Sangmu.

## Sự nghiệp câu lạc bộ
Kim, trải qua sự nghiệp trẻ với Đại học Kyunghee, được lựa chọn bởi Gangwon FC từ đợt tuyển quân K League 2011. Anh có màn ra mắt cho câu lạc bộ trong thắng lợi 5 – 0 trước Gwangju FC ở vòng 1 của Cúp Liên đoàn bóng đá Hàn Quốc 2011.

## Thống kê sự nghiệp câu lạc bộ
Tính đến  15 tháng 12 năm 2013
| Thành tích câu lạc bộ | Thành tích câu lạc bộ | Thành tích câu lạc bộ | Giải vô địch | Giải vô địch | Cúp     | Cúp       | Cúp Liên đoàn | Cúp Liên đoàn | Tổng cộng | Tổng cộng |
| Mùa giải              | Câu lạc bộ            | Giải vô địch          | Số trận      | Bàn thắng    | Số trận | Bàn thắng | Số trận       | Bàn thắng     | Số trận   | Bàn thắng |
| Hàn Quốc              | Hàn Quốc              | Hàn Quốc              | Giải vô địch | Giải vô địch | Cúp KFA | Cúp KFA   | Cúp Liên đoàn | Cúp Liên đoàn | Tổng cộng | Tổng cộng |
| --------------------- | --------------------- | --------------------- | ------------ | ------------ | ------- | --------- | ------------- | ------------- | --------- | --------- |
| 2011                  | Gangwon FC            | K League 1            | 15           | 0            | 1       | 0         | 4             | 0             | 20        | 0         |
| 2012                  | Gangwon FC            | K League 1            | 19           | 0            | 1       | 0         | -             | -             | 20        | 0         |
| 2013                  | Gangwon FC            | K League 1            | 12           | 0            | 1       | 0         | -             | -             | 13        | 0         |
| Tổng cộng sự nghiệp   | Tổng cộng sự nghiệp   | Tổng cộng sự nghiệp   | 46           | 0            | 3       | 0         | 4             | 0             | 53        | 0         |